# Asciano
Asciano ist eine italienische Gemeinde mit 6801 Einwohnern (Stand 31. Dezember 2023) in der Provinz Siena in der Toskana.

## Geografie

Lage von Asciano in der Provinz Siena

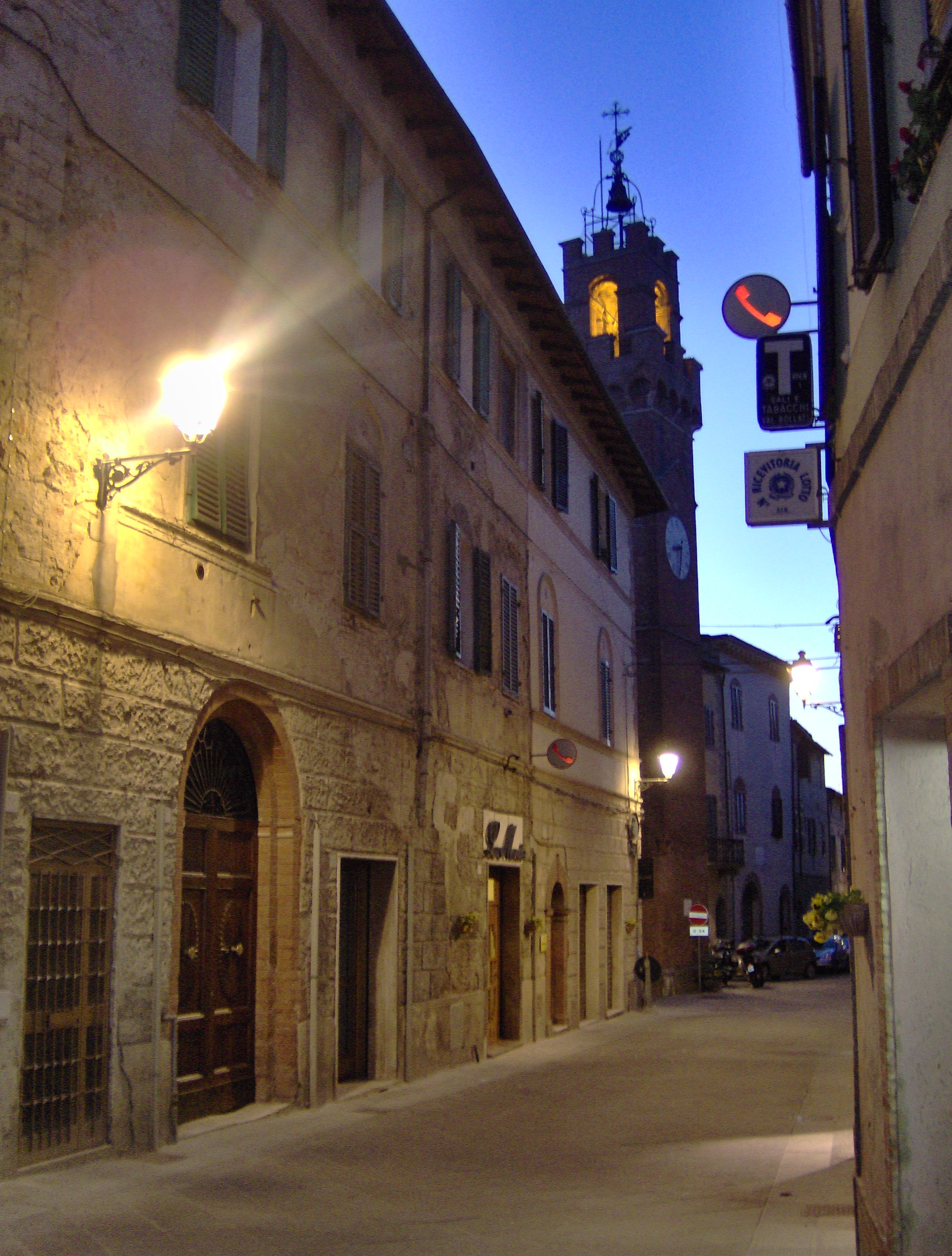
Hauptstraße Corso Giacomo Matteotti in Asciano, im Hintergrund der Torre della Mencia

Die Stadt Asciano liegt etwa 100 km südöstlich der Regionalhauptstadt Florenz und rund 25 km südöstlich der Provinzhauptstadt Siena. Sie ist Hauptort der Crete Senesi, eines Landstrichs, der benannt ist nach der hellen Erde, die dort vorkommt, und liegt in der klimatischen Einordnung italienischer Gemeinden in der Zone D, 1 687 GG. Die Anhöhe Poggio del Leccio (262 Höhenmeter) liegt ca. 100 m östlich der Stadt. 1975 wechselte die Kirchengemeinde vom Bistum Arezzo-Cortona-Sansepolcro zum Erzbistum Siena-Colle di Val d’Elsa-Montalcino. Asciano gehört zu diesem Bistum mit Ausnahme der Kirchen, die zur Territorialabtei von Monte Oliveto Maggiore gehören.
Asciano liegt an den Flüssen Arbia, Asso, Bestina, Copra und Ombrone. Hierbei fließt der Arbia am westlichen Rande des Gemeindegebiets, der Asso entspringt im südlichen Gemeindegebiet. Die Flüsse Bestina und Copra umgeben den mittelalterlichen Stadtkern, wobei der Bestina nordöstlich und der Copra südwestlich der befestigten Mauern nach Nordwesten fließen, um dann ca. 500 m später in den Ombrone zu münden. Zudem berührt das Gemeindegebiet kurz die Flüsse Bozzone und Tressa.
Zu den Stadtteilen zählen:
- Arbia (185 m, ca. 1300 Einwohner, liegt 14 km nordwestlich vom Hauptort)
- Castelnuovo Scalo (216 m, ca. 70 Einwohner, liegt 25 km nordwestlich vom Hauptort und ist zum Teil auch Ortsteil von Castelnuovo Berardenga)
- Chiusure (401 m, ca. 120 Einwohner, liegt 6 km südlich vom Hauptort)
- Torre a Castello (131 m, ca. 60 Einwohner, liegt 9 km nördlich vom Hauptort)

Weitere Ortschaften bzw. Weiler (Località) sind Bollano (286 Höhenmeter, ca. 15 Einwohner), Mucigliano, Palazzo Venturi (ehemals Monte Contieri bzw. Montecontieri), Pievina und Vescona.
Die Nachbargemeinden sind Buonconvento, Castelnuovo Berardenga, Montalcino, Monteroni d’Arbia, Rapolano Terme, Siena, Sinalunga und Trequanda.

## Geschichte
Der Legende nach flüchteten Ascanius und Senius, Söhne des Remus, dem Mitgründer der Stadt Rom im Jahre 753 v. Chr., nach dessen Tod nach Norden. Hier gründete Senius Siena, während Ascanius Asciano gründete. Sicher ist, dass die Gegend schon ab dem 7. Jahrhundert v. Chr. durch die Etrusker, die hier Grabstätten wie Poggio Pinci oder Tumulo del Molinello anlegten, besiedelt und Haxo genannt wurde. Unter den Römern transformierte sich der Name von Axus, Axia und Axiana zum römischen Name Axianus bzw. Axianum. Zu dieser Zeit entstand auch das 1899 entdeckte Mosaik eines Fußbodens in der heutigen Via del Canto. In der Zeit der Langobarden war der Ort Sitz der Gastaldi, die hier eine Festung mit Borgo (Unterort) errichteten. Nach dem langsamen Untergang der Dynastie übernahm im 9. Jahrhundert die Familie Scialenghi die Festung und baute sie zur Burg aus. Die Scialenghi gingen später in der Familie der Cacciaconti auf, die die Herrschaft im Ort bis 1168 alleine behielt. Der Ort wurde am 15. September 1168 durch Siena eingenommen, dabei wurde die Festung zerstört, aber bereits sechs Jahre später nahm Florenz den Ort unter seinen Schutz. Dies währte allerdings nur zwei Jahre, als Florenz den Frieden mit Siena suchte und fand. Ein Jahr später erhob die Bevölkerung von Asciano sich abermals gegen Siena. 1213 wurde in Asciano erstmals ein Podestà gewählt, der Palmiero di Bonico hieß und von Siena bestätigt wurde. Unter ihm kam der Ort zu seiner ersten Stadtmauer, die aber bereits 1234 durch Florenz demontiert wurde.
Im Vorfeld der Schlacht von Montaperti am 4. September 1260 hatten die Truppen aus Florenz ihr Lager in Asciano. Von hier zogen sie am 2. September zur Schlacht, bei der sie von Siena geschlagen wurden. Siena erhielt bei der Schlacht Hilfe von Einheiten aus Asciano, die daraufhin von Siena garbati ascianesi (beliebte Ascianeser) genannt wurden. Unter der Regierung der Neun (Governo dei Nove, 1287 bis 1355) wuchs der Ort zu einem wichtigen Handelsplatz. Die Familie der Tolomei erwarb ab 1319 erhebliche Teile im Zentrum und in den umliegenden Ortschaften, wie in Chiusure oder Serre (heute Serre di Rapolano). Von 1342 bis 1352 wurde auf Bestreben Sienas die Stadtmauer von 1287 erheblich verstärkt. Die Wichtigkeit von Asciano für Siena wurde am 17. August 1369 von Siena anerkannt, als die Bewohner Ascianos das Recht auf die Staatsbürgerschaft Sienas mit allen Rechten erhielten. Im Jahr 1465 stattete sich der Ort mit eigenen Statuten aus. Schon vor der Niederlage der Republik Siena 1555 gegen die Republik Florenz fiel der Ort 1554 dem Herzogtum Toskana zu. 1777 wurde der Ort durch die Gebietsreform Riforma Leopoldina von Großherzog Leopold I. mit den bis dahin unabhängigen, aber kleineren Gemeinden Chiusure und Monte Sante Marie zur Comune Asciano vereint.

## Sehenswürdigkeiten

### Kirchen
Kirchen innerhalb der Stadtmauern

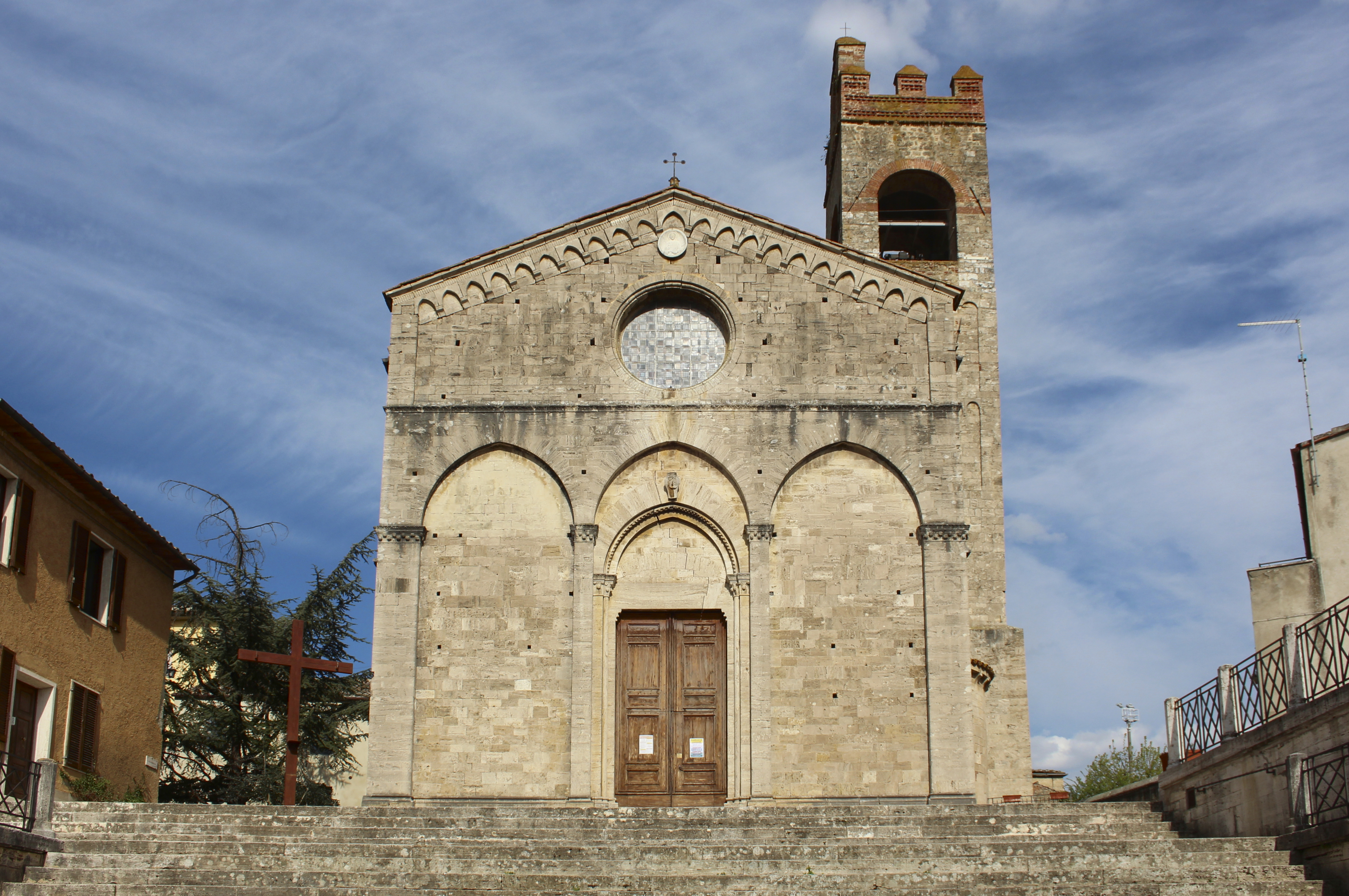
Die Collegiata di Sant’Agata in Asciano

- Collegiata di Sant’Agata, ersetzte 1029 die Pieve di Sant’Ippolito als Hauptkirche der Kirchengemeinde und wurde 1542 durch Papst Paul III. zur Kollegiatkirche erklärt. Seit 1995 darf sie sich auch Basilica minor nennen. Der Campanile stammt aus dem 13. Jahrhundert.[2]
  - Hinter der Kirche unweit der Apsis steht die Kapelle Santo Chiodo (Mitte des 19. Jahrhunderts), die zur Aufbahrung diente.[13]
- Oratorio della Compagnia di Santa Croce, Oratorium mit Werken von Deifebo Burbarini (Compianto sul Cristo morto und Resurrezione, Leinwandgemälde). Die Lünettenfresken von Francesco Nasini stammen aus dem Jahr 1660.[14]
- Chiesa di San Bernardino, Kirche im Ortszentrum, die ursprünglich dem San Giovanni Battista (Johannes der Täufer) gewidmet war. Wurde erstmals 1324 erwähnt, ist aber wahrscheinlich älterem Ursprungs.[14]
- Chiesa di Sant’Agostino, Kirche im Ortszentrum aus dem 13. Jahrhundert, enthielt Werke von Giovanni Pisano (Crocifisso, polychromiertes Holzkreuz) und Matteo di Giovanni (heute im Museo Civico Archeologico e d’Arte Sacra Palazzo Corboli).[14]

Kirchen kurz außerhalb der Stadtmauern

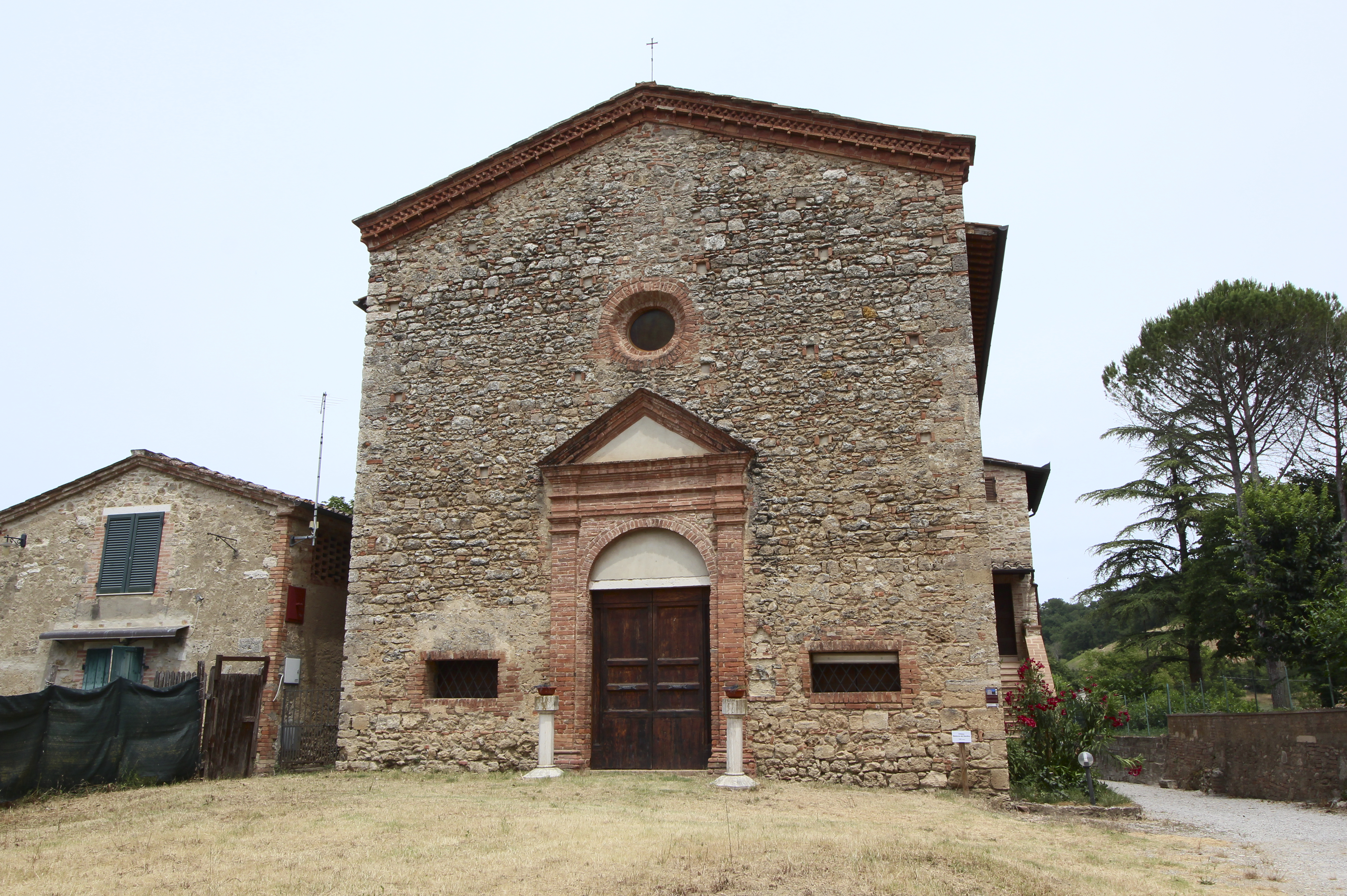
Die Chiesa della Madonna del Giardino a Camparboli

- Pieve di Sant’Ippolito, auch Pieve di San Polito in Sessiano genannt, bereits vor dem Jahr 1000 entstandenen Pieve und Hauptkirche, die im 11. Jahrhundert ihre Titel an die Kirche Sant’Agata verlor.[14]
- Chiesa di San Francesco (zuvor San Lorenzo Martire), Kirche aus dem 13. Jahrhundert kurz außerhalb der Stadtmauern auf einer Anhöhe gelegen. Entstand über einer älteren Befestigungsanlage aus dem Mittelalter und war zunächst dem San Lorenzo geweiht.[2] Enthielt Werke von Matteo di Giovanni, Rutilio Manetti (Leinwandgemälde Vergine che porge il Bambino a San Felice da Cantalice), Francesco Nasini (Leinwandgemälde Crocifisso tra i dolenti, 1664) und Francesco di Valdambrino (Angelo annunziante und Vergine annunziata, Holzstatuen)[14] (alle heute im Museo Civico Archeologico e d’Arte Sacra Palazzo Corboli).
- San Giuseppe, auch Cappella di San Giuseppe, Kirche kurz oberhalb des Ortskerns nahe dem Bahnhof Asciano-Monte Oliveto Maggiore und der Kirche San Francesco. Wurde 1676 durch die Spende des Giovanni Battista Solchi neu gebaut.[15] Erlitt im Zweiten Weltkrieg erhebliche Schäden, besonders an den Fresken.[16]
- San Giuseppe Artigiano, Kirche aus dem 20. Jahrhundert in Asciano Scalo in der Via Martiri della Libertà. Entstand 1962.[17]
- Cappella dei Santi Fabiano e Sebastiano, Kapelle im Ortsteil Camparboli, enthält von Girolamo di Benvenuto das Fresko Assunzione della Vergine[18]
- Chiesa della Madonna del Giardino a Camparboli, Kirche kurz unterhalb des Ortskerns nahe der Ponte del Garbo. Die Entstehungszeit lässt sich nicht datieren, aber im 14. Jahrhundert wurde die Kirche mit Fresken ausgestattet.[14]

Kirchen im Umland

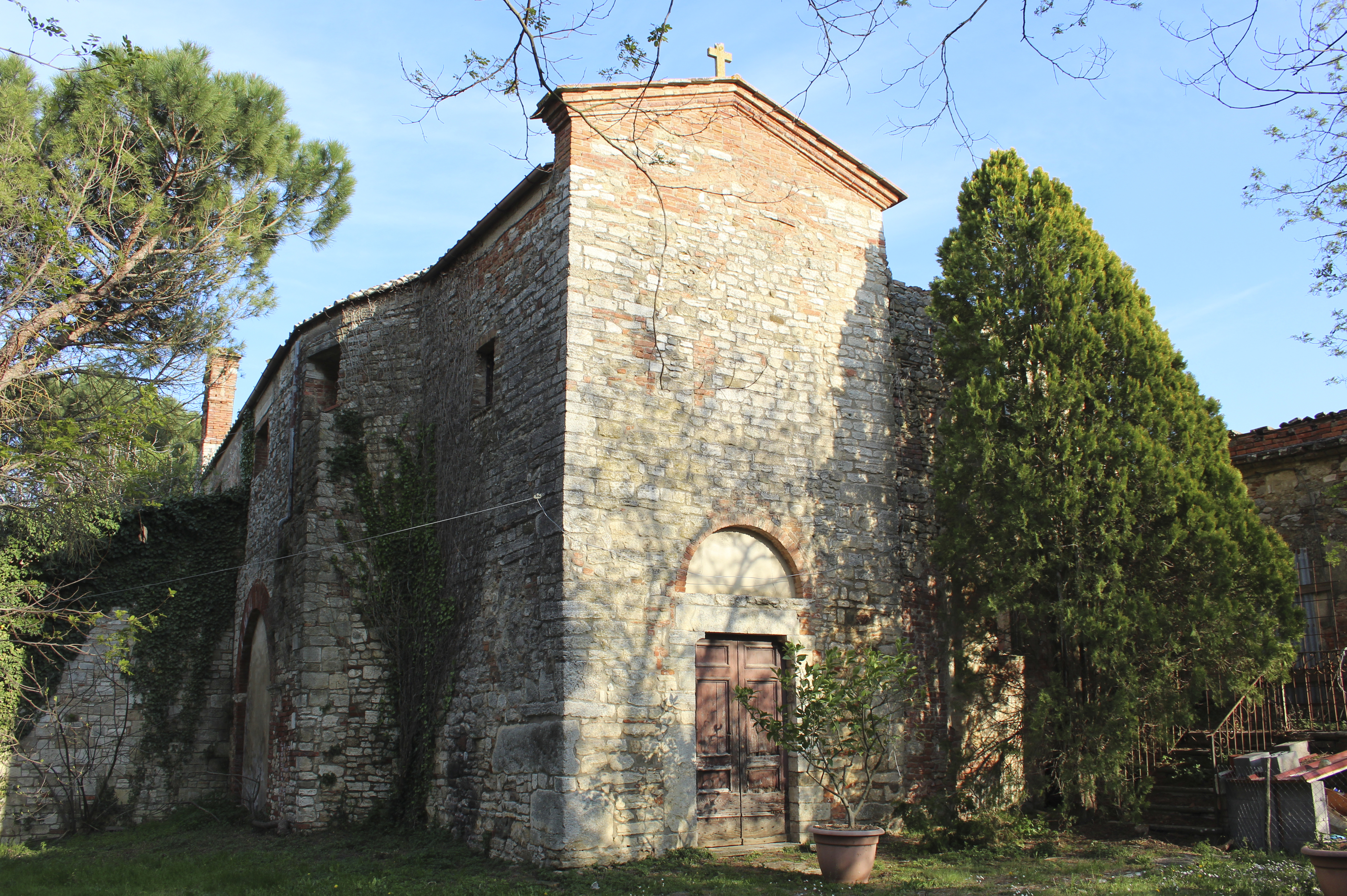
San Vito in Versuris bei Monte Sante Marie

- Eremo di Sant’Alberto, Kirche auf dem Berg Montalceto bei 470 m s.l.m., entstanden im 12. Jahrhundert.[19] Entstand an dem Ort, wo der Selige Alberto da Montalceto (Kamaldulenser, † 1163) als Einsiedler lebte und starb.[20]
- Santi Alberto e Sabino di Montalceto, Kirche in Poggio Pinci nahe dem Berg Montalceto aus dem 12. Jahrhundert.[20]
- Monastero di San Cristoforo a Rofeno, auch Badia a Rofeno genannt, bereits 1031 erwähntes Monasterium, enthält das Werk San Michele e Santi Benedettini von Ambrogio Lorenzetti.[14]
- Sacro Cuore, Kirche im Ortsteil Arbia.
- San Giovanni Evangelista in Montecontieri (heute Località Palazzo Venturi), erstmals im 12. Jahrhundert erwähnt. Stammt wahrscheinlich aus dem 9. oder 10. Jahrhundert.[21]
- Santa Maria di Torre a Castello, 1275 erwähnt.[22]
- San Martino in Grania, Kirchenruine, die um 805 entstand.[22]
- Pieve di San Vito, auch San Vito in Versuris genannt, Pieve nördlich von Monte Sante Marie und südlich von Torre a Castello, die bereits im 8. Jahrhundert erwähnt wurde.[14]

Kirchen der Territorialabtei Monte Oliveto Maggiore
Die Diözese der Territorialabtei entstand 1947 und wurde bis 1975 erweitert. Sie enthielt 1975 acht Pfarrgemeinden, die vorher zu den Diözesen Arezzo-Cortona-Sansepolcro und Montepulciano-Chiusi-Pienza gehörten. Von den neun Pfarrbezirken (1980) sind heute noch vier aktiv. Dazu gehören (mit den jeweiligen Kirchen):

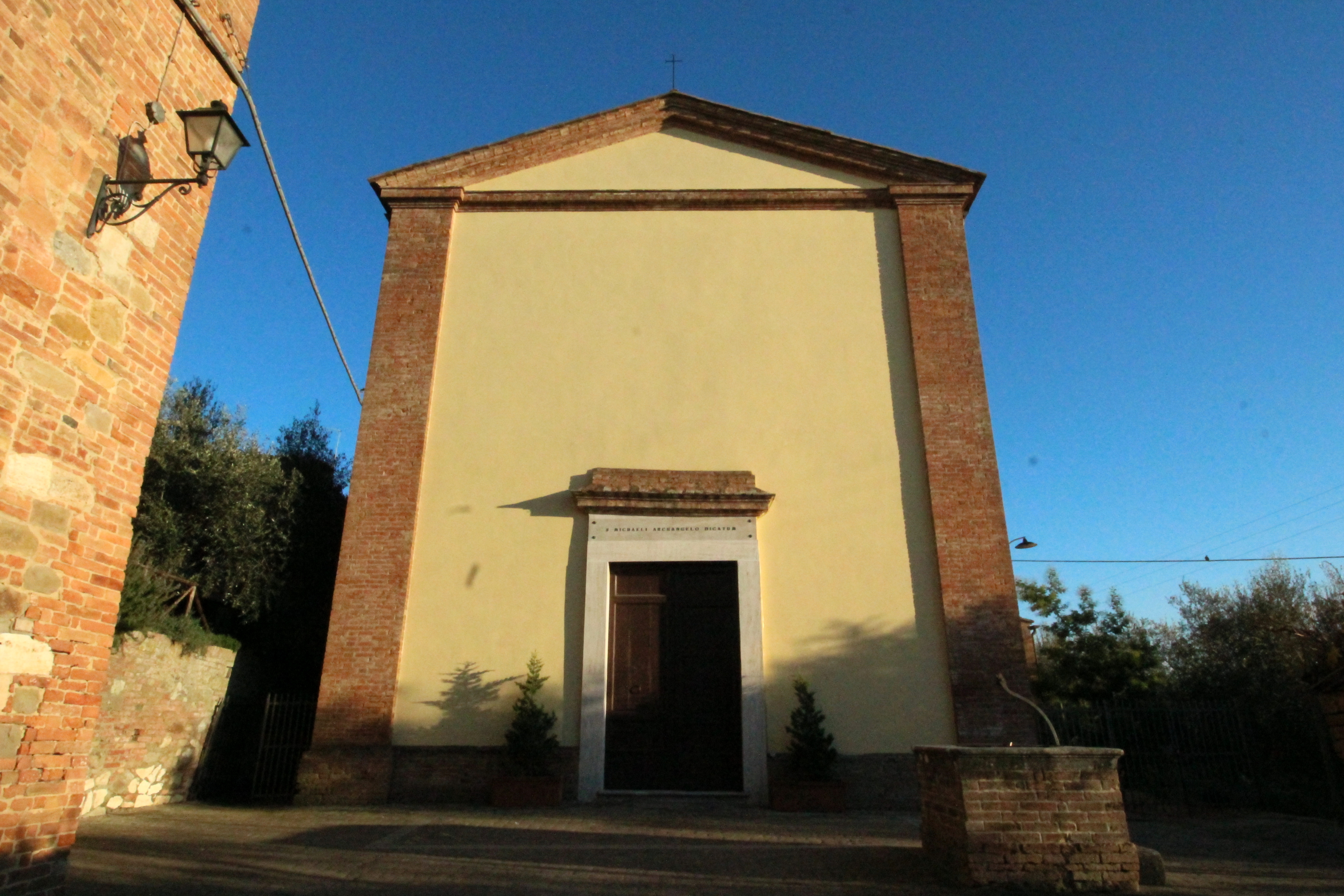
Die Kirche San Michele Arcangelo in Chiusure

- Monte Oliveto Maggiore, Territorialabtei
  - Santa Maria, Hauptkirche in Monte Oliveto Maggiore.
- Chiesa di San Michele Arcangelo, auch Sant’Angelo in Luco genannt, Kirche aus dem 13. Jahrhundert im Ortsteil Chiusure.[14]
  - San Leonardo, Kirche nahe der ehemaligen Burg der Tolomei im oberen Teil von Chiusure. War früher als Oratorio della Compagnia del Santissimo Crocifisso oder Oratorio del Santissimo Crocifisso[25] bekannt, das schon vor der Gründung der Abtei Monte Oliveto Maggiore (1319) existierte.[14]
  - Madonna delle Grazie, Santuario kurz außerhalb von Chiusure.
  - Santa Francesca Romana, Kirche/Kapelle in Bollano zwischen Chiusure und San Nazario.
  - San Nazario, Frauenkloster der Abtei Monte Oliveto Maggiore, das 1955 in der romanischen Pieve entstand. Wurde erstmals um 1273 dokumentiert.[26]
- San Florenzo, Kirche in Vescona, die erstmals 1025 von den Conti Guinigi della Scialenga e della Berardenga dokumentiert wurde.[27]
- San Giovanni Battista a Pievina, auch San Giovanni in Rantia (oder Rencine), 714 erwähnt.[22]

### Weitere Sehenswürdigkeiten
Das historische Zentrum wird durch den im 14. Jahrhundert durch Siena errichteten Stadtmauerring begrenzt. Das Zentrum wird durch die nördliche und heute noch existente Porta Senese (auch Porta del Bianchi genannt, namensgebend war hier der nahe gelegene Palazzo der Familie Bianchi Bandinelli) vom Vorort Camparboli aus betreten. Das südliche und höher gelegene Stadttor nahe der Basilika Sant’Agata hieß Porta Massini (zum Teil auch Porta Maggiore, Porta Sant’Agata, Porta Sinalunga oder Porta Valdichiana genannt) und ist heute nicht mehr vorhanden, da es dem Rückzug der deutschen Truppen im Zweiten Weltkrieg zum Opfer fiel. Die Verbindungsstraße heißt heute Corso Giacomo Matteotti.
Bauwerke innerhalb der Stadtmauern
- Palazzo del Podestà, Palast und Sitz der Podestà vom 14. Jahrhundert bis ins 16. Jahrhundert. Befindet sich im größten Turm des Stadtmauerringes.[29]
- Palazzo Tolomei, Palast der senesischen Familie Tolomei aus dem 14. Jahrhundert.
- Piazza del Grano, Platz im Ortszentrum mit dem im Jahr 1471 von Antonio di Paolo Ghini erstellten Brunnen. Hier befindet sich auch der Ex convento monaci di S. Galgano der Abbazia San Galgano.[2]
- Torre della Mencia, auch Torre Civica genannt, Uhrturm, der im Jahr 1586 errichtet wurde. Die originale Glocke wurde 1816 zugunsten einer neueren ausgetauscht.[2]
- Villa Patrizia in der Via del Canto, enthält ein 1899 entdecktes römisches Mosaik, ca. 180 m².[30]

Bauwerke innerhalb der Stadtmauern
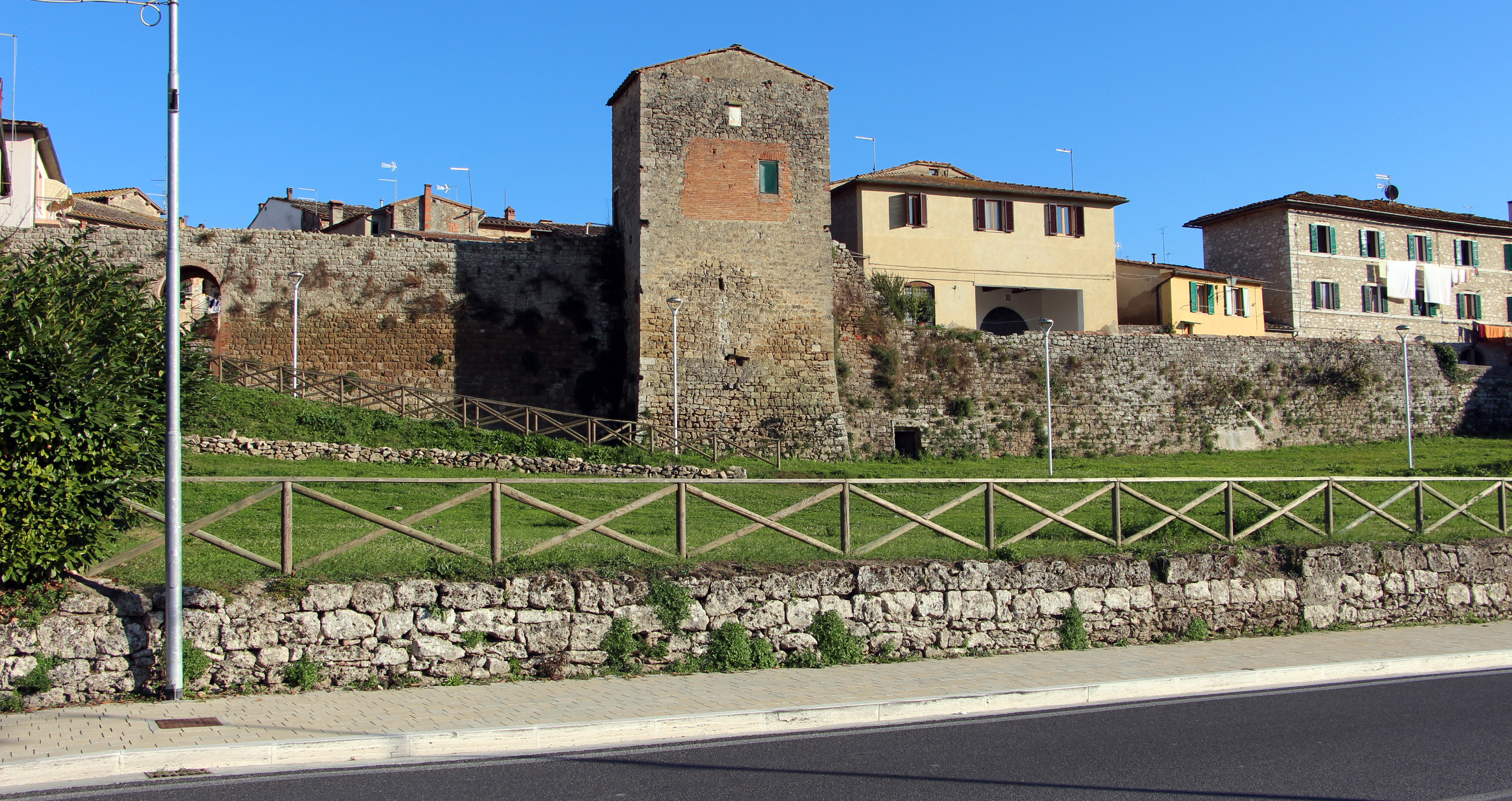
Teil der Stadtmauer
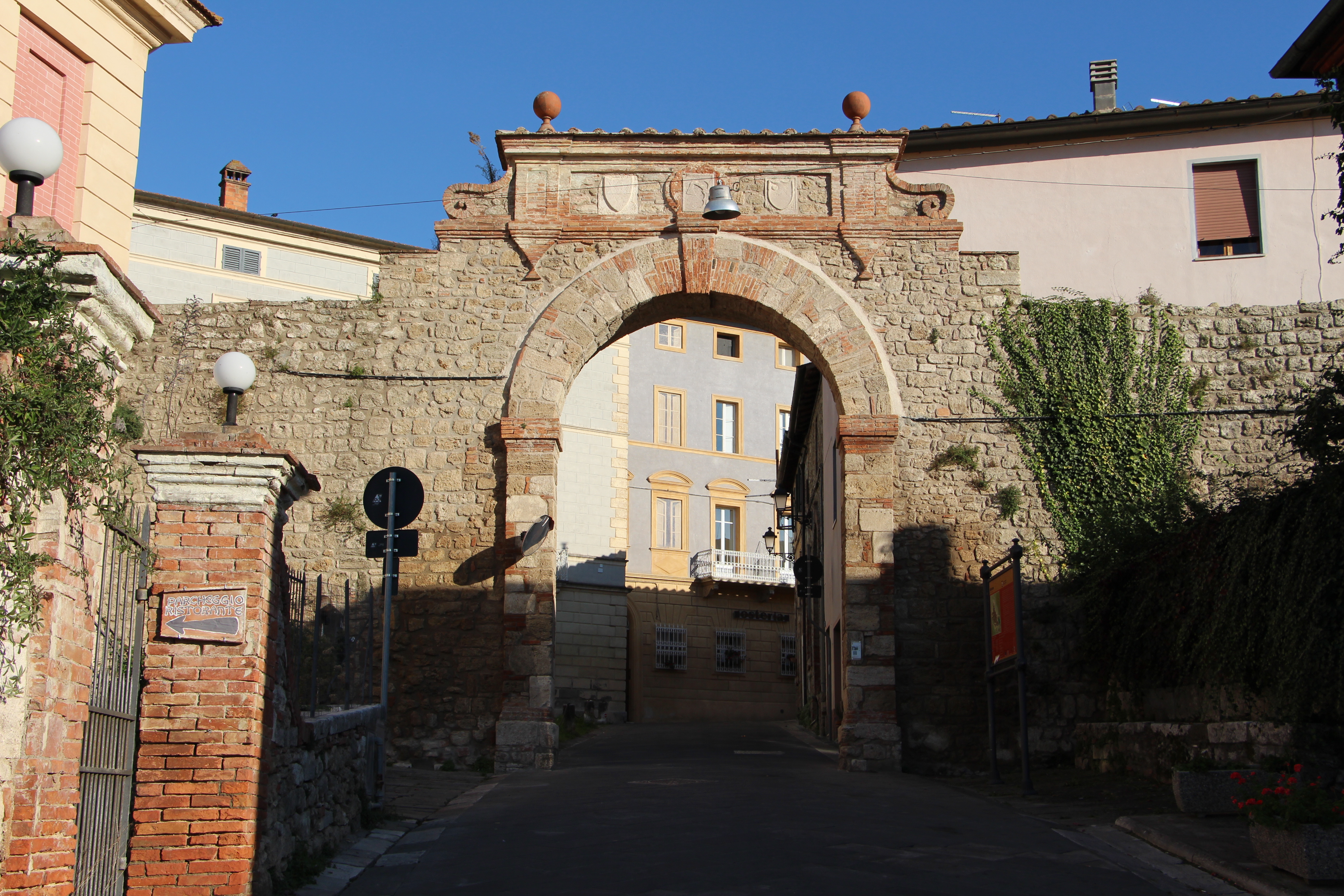
Porta Senese
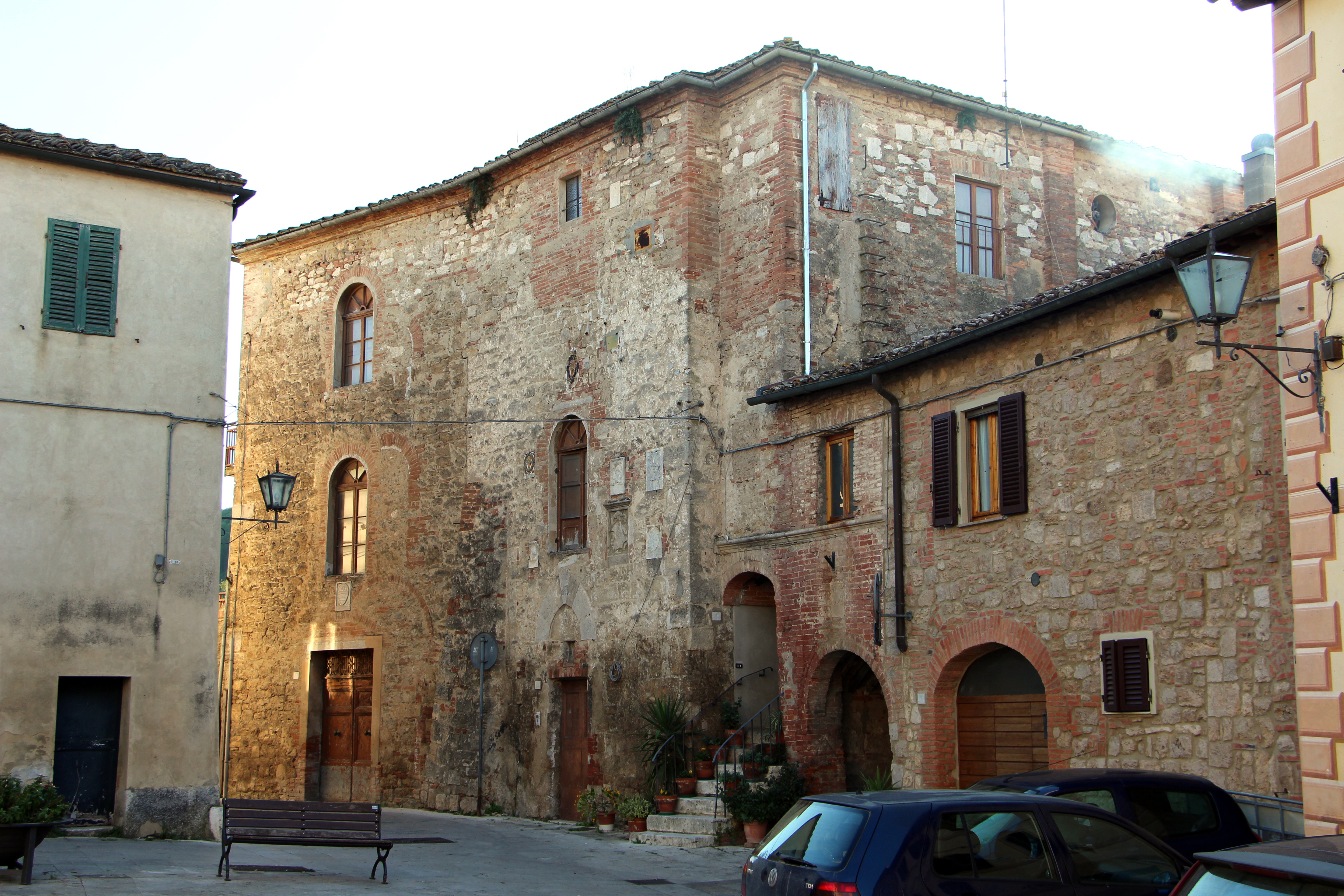
Palazzo del Podestà
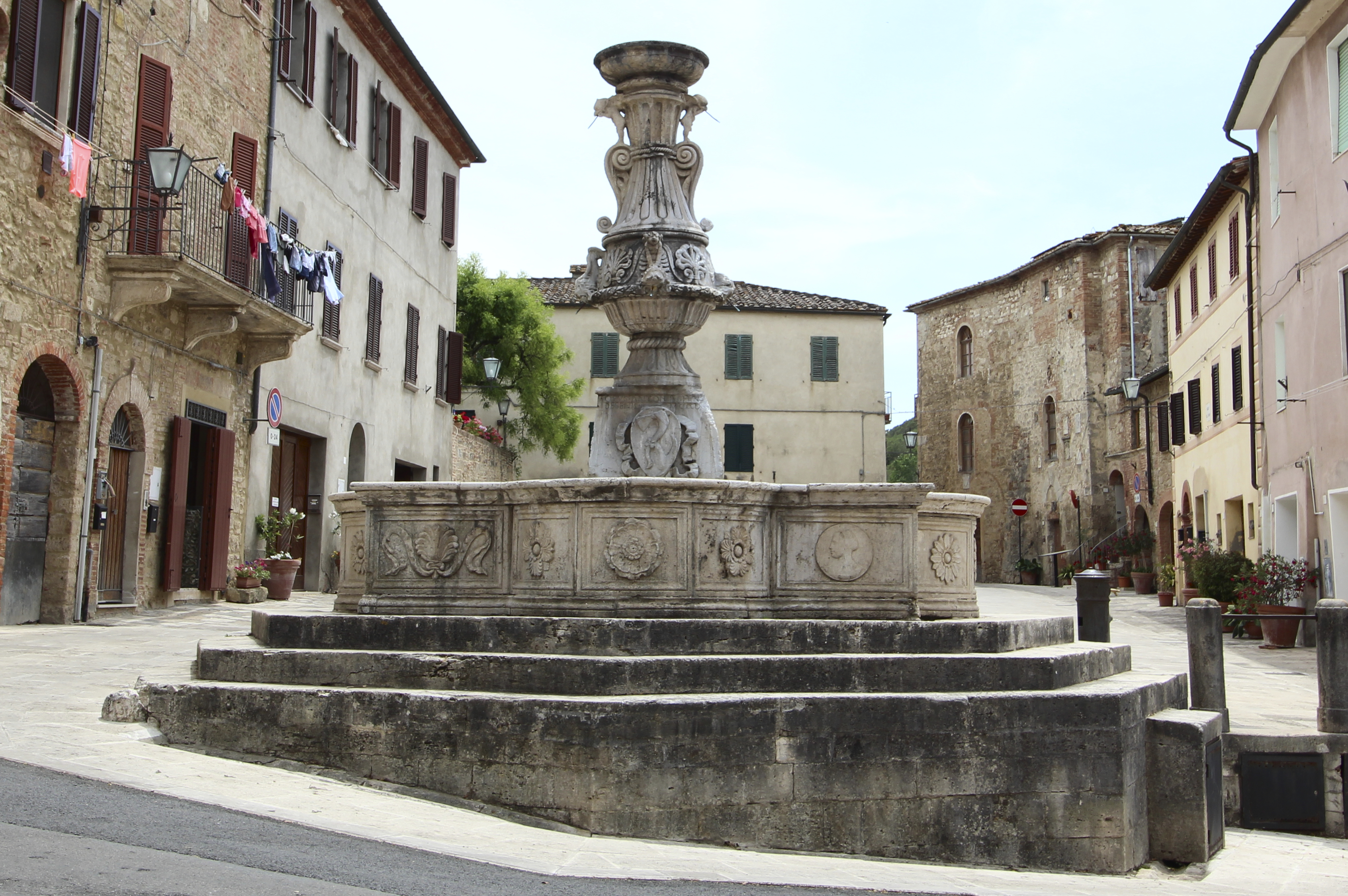
Piazza del Grano, mit dem Brunnen Fontana del Grano
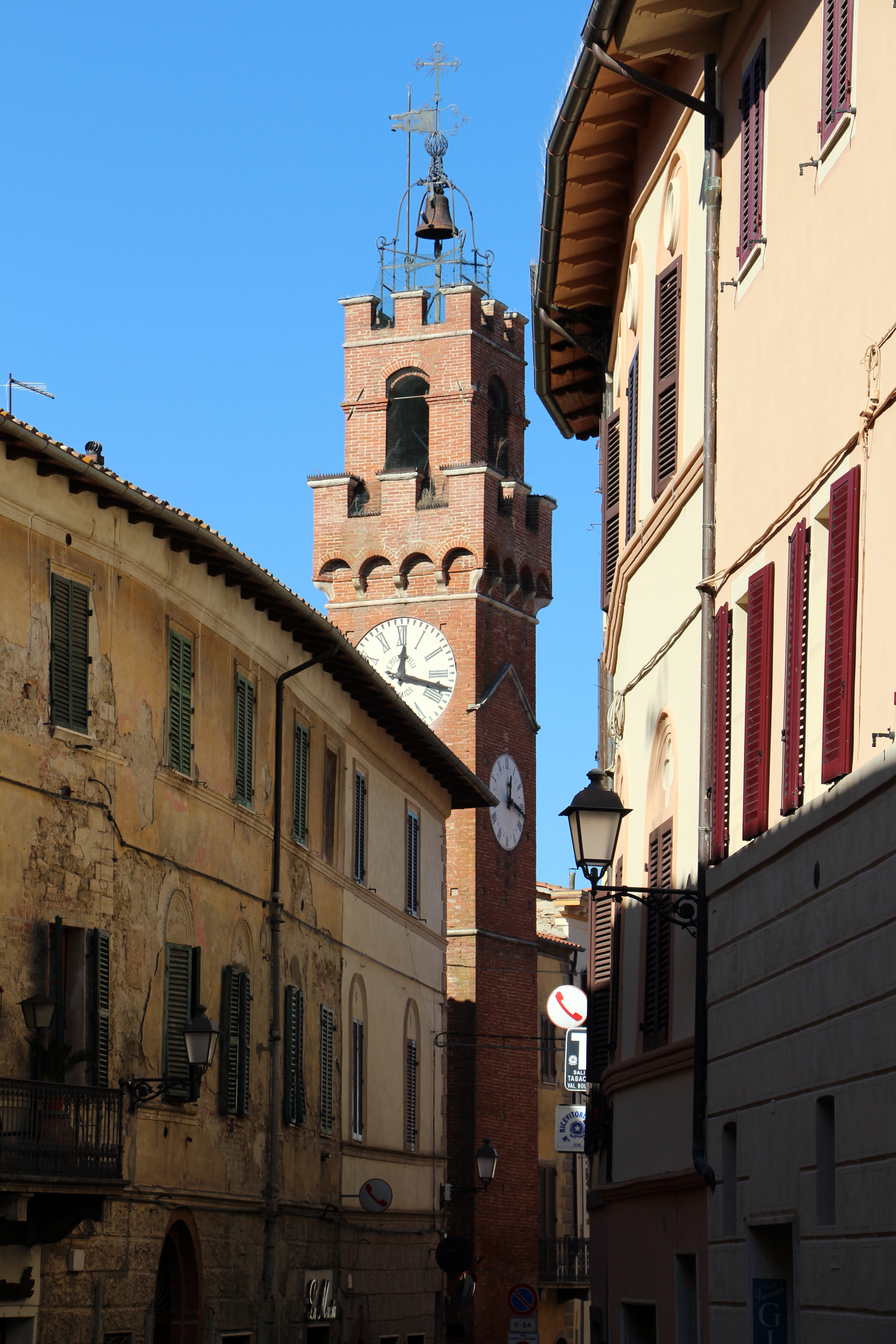
Torre della Mencia
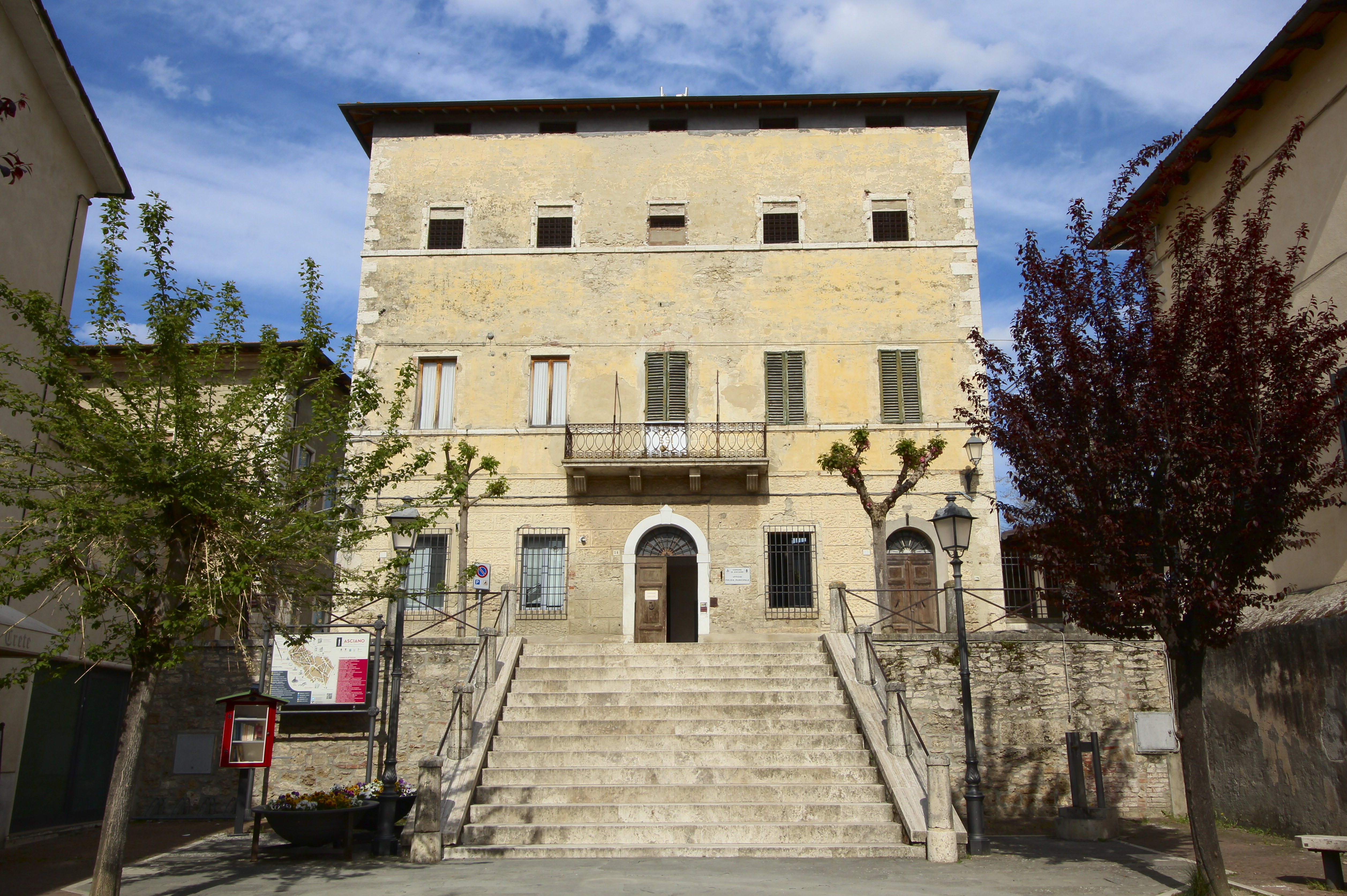
Ex Pretura e Carceri

Bauwerke außerhalb der Stadtmauern
- Casa del Fascio, heute auch Caserma dei Carabinieri (Kaserne der Carabinieri) genannt, 1934 unter Benito Mussolini entstandenes Bauwerk.
- Monumento ai caduti, 1925 entstandenes Denkmal in Travertin für die Gefallenen der beiden Weltkriege.[31]
- Poggio Pinci, Grabstätte der Etrusker, die ab dem 5. Jahrhundert v. Chr. entstand[32].
- Ponte del Garbo, Brücke an der Via Lauretana über den Ombrone, wurde erstmals 1262 von Siena als Holzbrücke errichtet und 1290 ausgebaut.[33] Wurde am 28. Juni 1944 von den sich zurückziehenden Deutschen im Zweiten Weltkrieg zerstört und drei Jahre später wieder aufgebaut.
- Torre di Montalceto, Wehrturm am höchsten Punkt des Berges Montalceto (485 m s.l.m.) aus der ersten Hälfte des 15. Jahrhunderts.[19]
- Tumulo del Molinello, Grabstätte der Etrusker, die ab dem 7. Jahrhundert v. Chr. entstand. Die ringförmige Grabstätte mit mehreren Einzelgräbern hat einen Durchmesser von 35 m und wurde 1953 entdeckt[34].

Bauwerke außerhalb der Stadtmauern
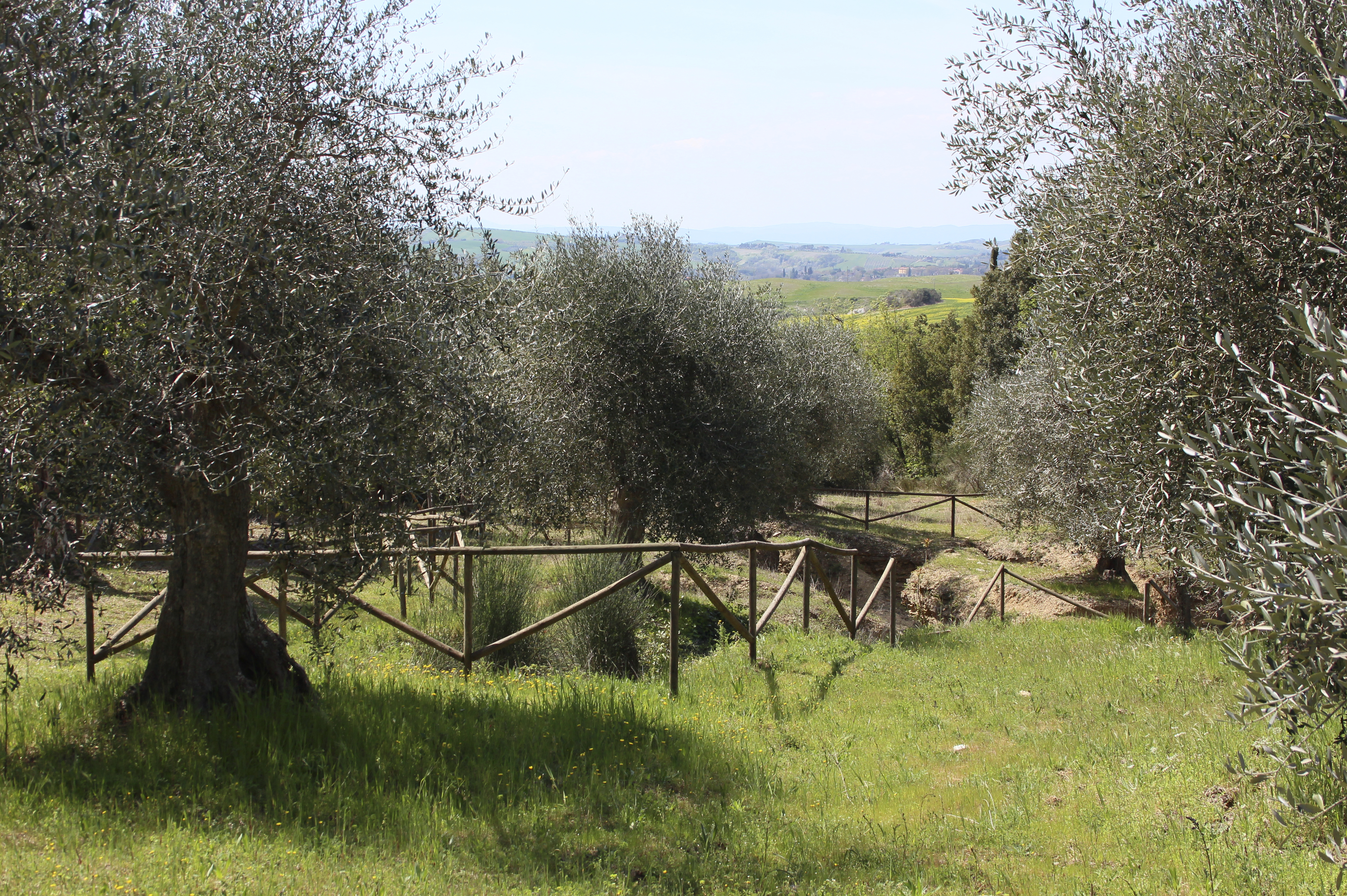
Die Etruskergräber von Poggio Pinci
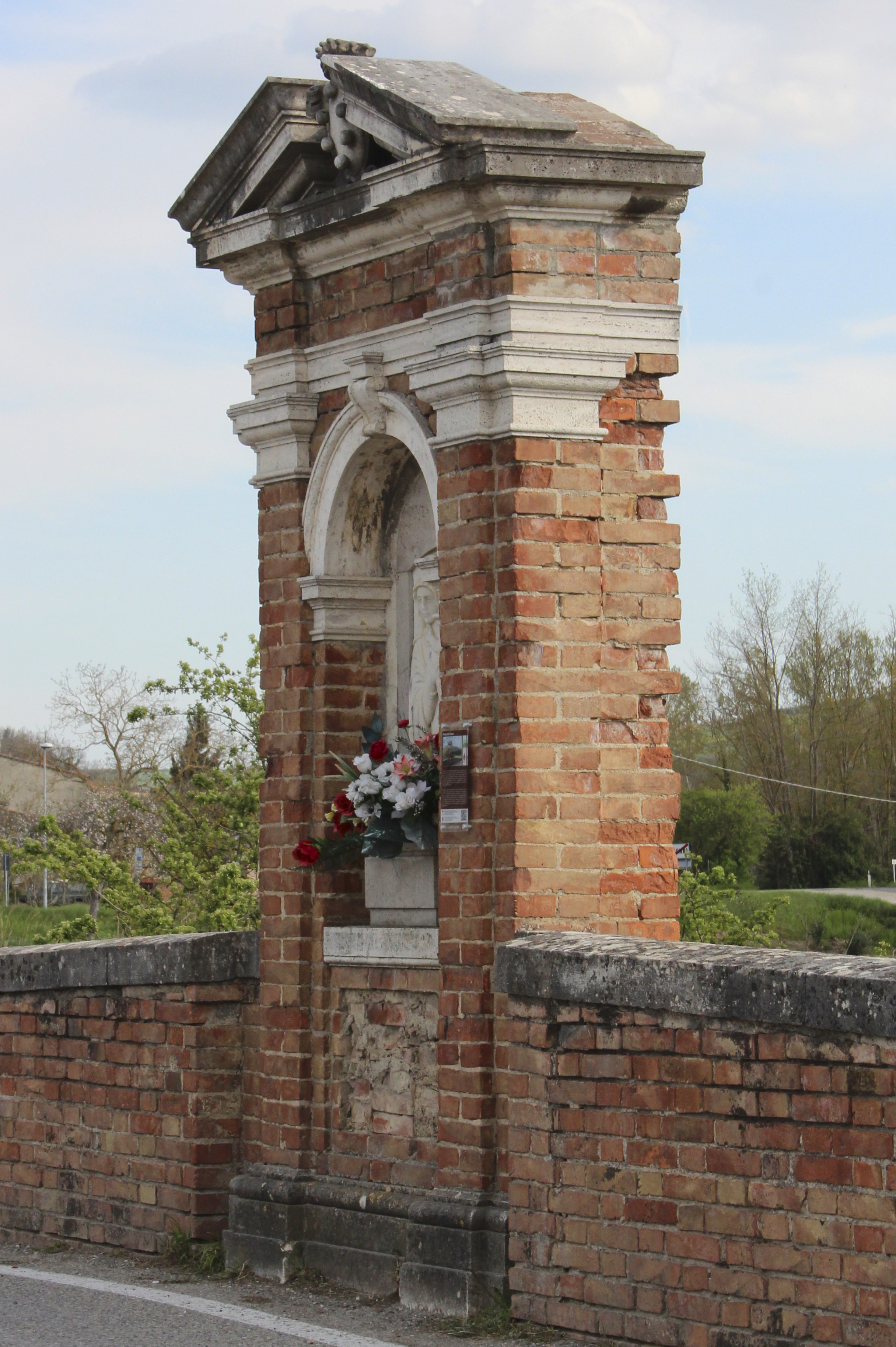
Ädikula auf der Brücke Ponte del Garbo
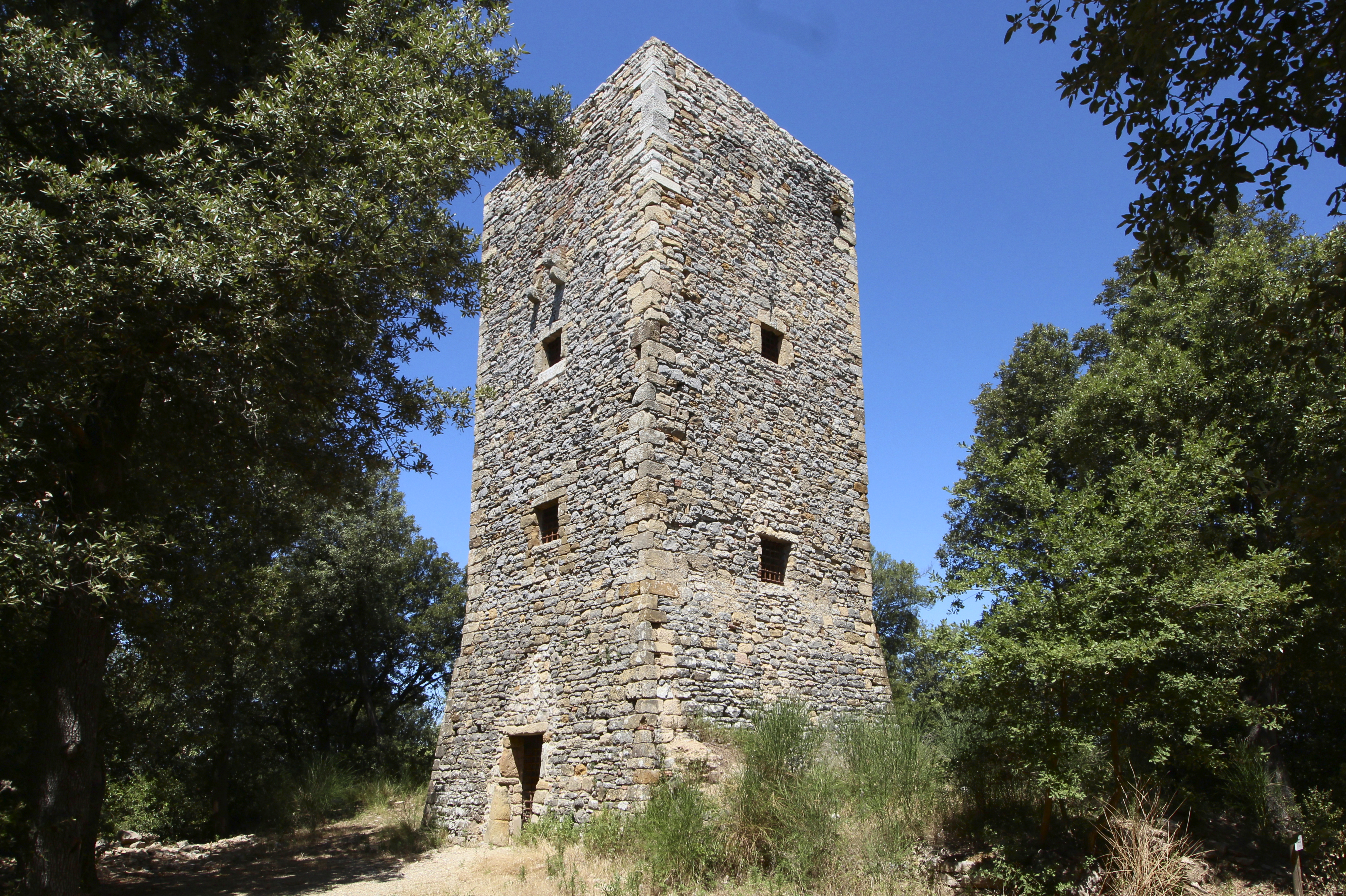
Der Turm von Montalceto
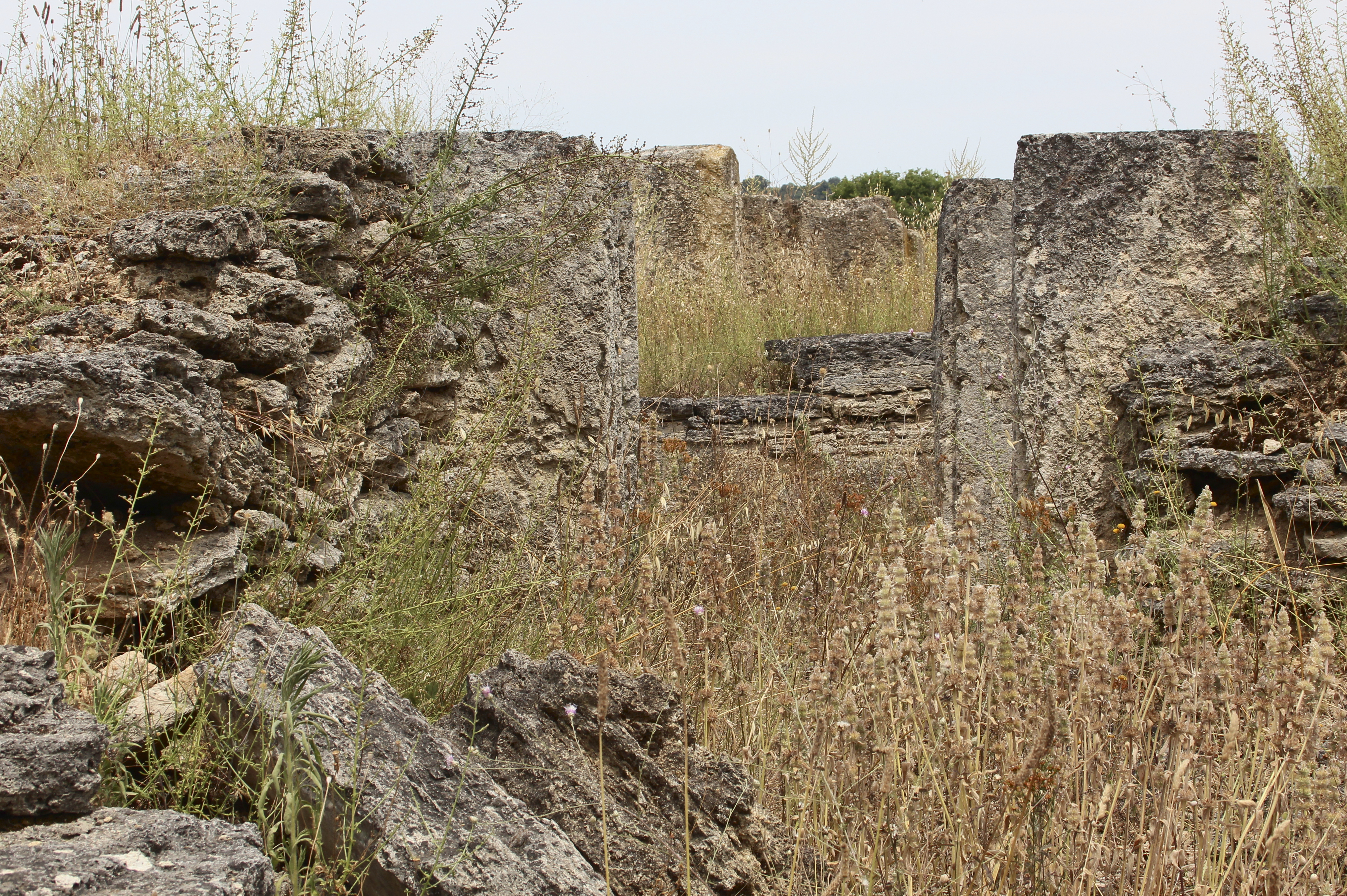
Die Etruskergräber des Tumolo del Molinello

### Museen
Asciano besitzt zwei Museen, beide befinden sich innerhalb der Stadtmauern.
- Museo Cassioli: Pittura senese dell’Ottocento, 1991 durch eine Schenkung der Familie Cassioli entstandenes Kunstmuseum, das 2007 wiedereröffnet wurde und sich auf im 19. Jahrhundert entstandene Gemälde konzentriert.[35] Es enthält hauptsächlich Werke von Amos und Giuseppe Cassioli. Zu den weiteren Ausstellungsstücken gehören Werke von Pietro Aldi (L’ostracismo di Aristide, 1873 entstanden; Ritratto di signora, ca. 1885; Ritratto virile, ca. 1880), Cristiano Banti (Domenico figlio di Pacio colono trovato a disegnare le pecore dal suo padrone Beccafumi, dal quale ne ebbe poi il cognome, 1824), Luigi Boschi (Arsete eunuco cui un angelo nel sonno impone di battezzare Clorinda, 1845 und Sansone e Dalila, 1842), Cesare Cantagalli (Galileo detta al padre Settimi Scolopio, 1870), Ulisse Forini (Sibilla, 1835), Cesare Maccari (Leonardo che ritrae la Gioconda, 1863), Gaetano Marinelli (Strage degli innocenti, 1876), Terenzio Monti (Apollo che addormenta Argo, 1867), Francesco Nenci (Sacra famiglia), Paride Pascucci (Alessandro e Diogene, 1891), Antonio Ridolfi (Santa Perpetua che conforta, 1857), Arturo Viligirardi (La negazione di Pietro, 1888) und Angelo Visconti (Bagnante, ca. 1860/61; Bramante presenta Raffaello al Papa Giulio II., 1854; Il cattivo Levita, 1861; La strage degli innocenti, ca. 1860/61)[36].
- Museo Civico Archeologico e d’Arte Sacra Palazzo Corboli, Archäologie- und Kunstmuseum. Die Sektion Archäologie besitzt Werke der Etrusker aus den Grabungsstätten Poggio Pinci und Tumulo del Molinello in Asciano[37] sowie der Grabungsstätte Campo Muri in Rapolano Terme. Der Kunstbereich enthält Werke von:

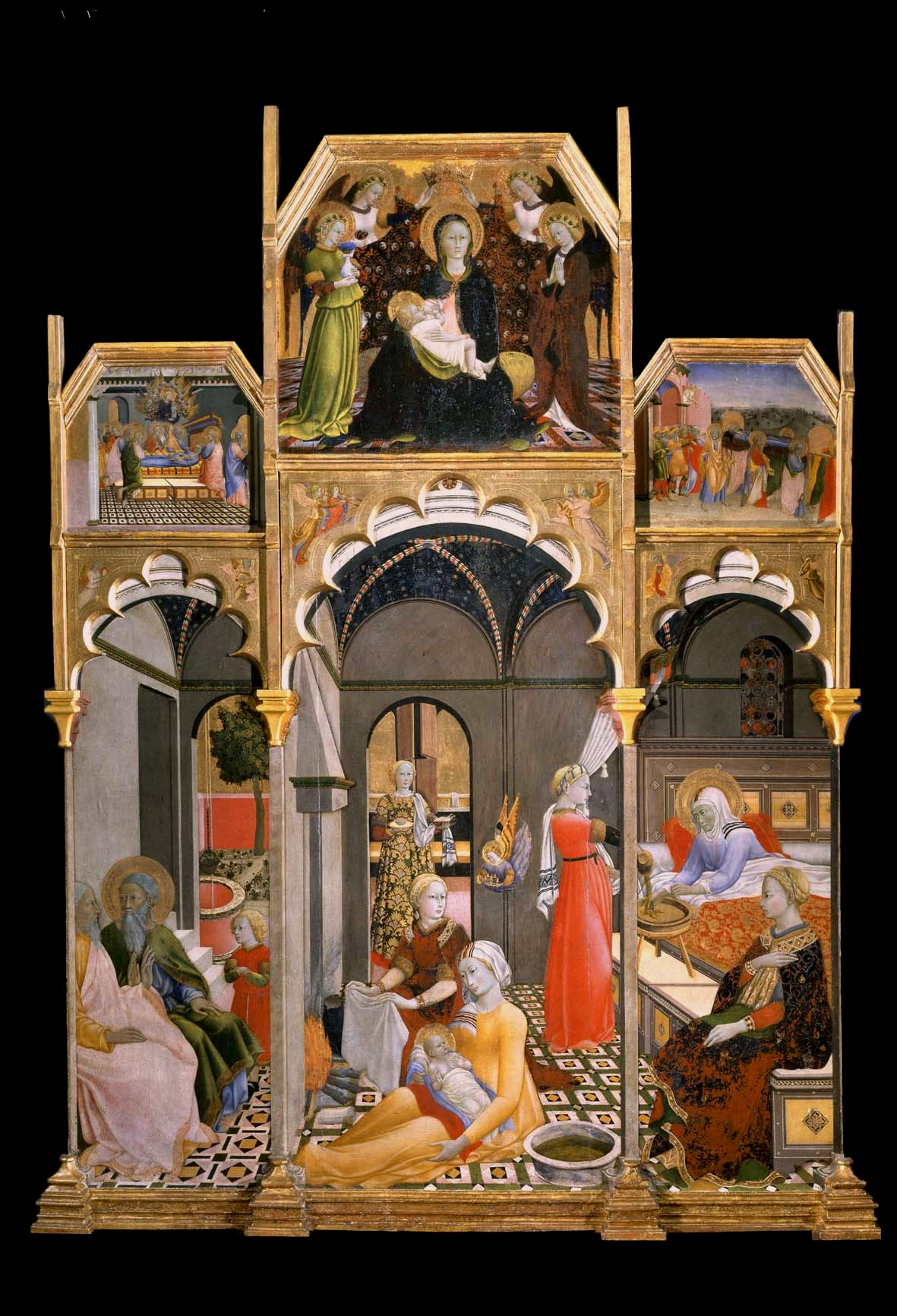
Meister der Osservanza: Natività della Vergine (Triptychon, ca. 1438 entstanden, Museo Civico Archeologico e d’Arte Sacra Palazzo Corboli)

- - Taddeo di Bartolo: Flügelaltar (stammt aus der Collegiata di Sant’Agata, entstand mit Paolo di Giovanni Fei)
  - Cristoforo di Bindoccio mit Meo di Pero: Sala delle stagioni (Freskensaal)
  - Segna di Bonaventura: Madonna col Bambino
  - Paolo di Giovanni Fei: Flügelaltar (stammt aus der Collegiata di Sant’Agata, entstand mit Taddeo di Bartolo)
  - Sebastiano Folli: Resurrazione di Cristo (Leinwandbild)
  - Matteo di Giovanni: Sant’Agostino e San Michele Arcangelo (1474 entstanden)
  - Ambrogio Lorenzetti: Trittico di Rofeno (Triptychon)
  - Rutilio Manetti Visione di San Felice da Cantalice (Leinwandbild, entstammt der Chiesa di San Francesco)
  - Bernardino Mei: Crocifissione (Leinwandbild)
  - Jacopo di Mino del Pellicciaio: San Bartolomeo, Santa Barbara, Fresken, die aus der Kirche San Francesco transferiert wurden
  - Anton Möller: Santa Chiara und Sant’Elisabetta d’Ungheria
  - Meister der Osservanza: Natività della Vergine (Triptychon, ca. 1438 entstanden)
  - Giovanni di Paolo: Assunzione della Vergine
  - Pietro di Giovanni d’Ambrogio: Adorazione dei Pastori
  - Giovanni Pisano: Crocifissione (Holzstatue)
  - Francesco di Valdambrino: Angelo Annunziante und Vergine Annunziata (Holzstatuen, entstammen der Chiesa di San Francesco)

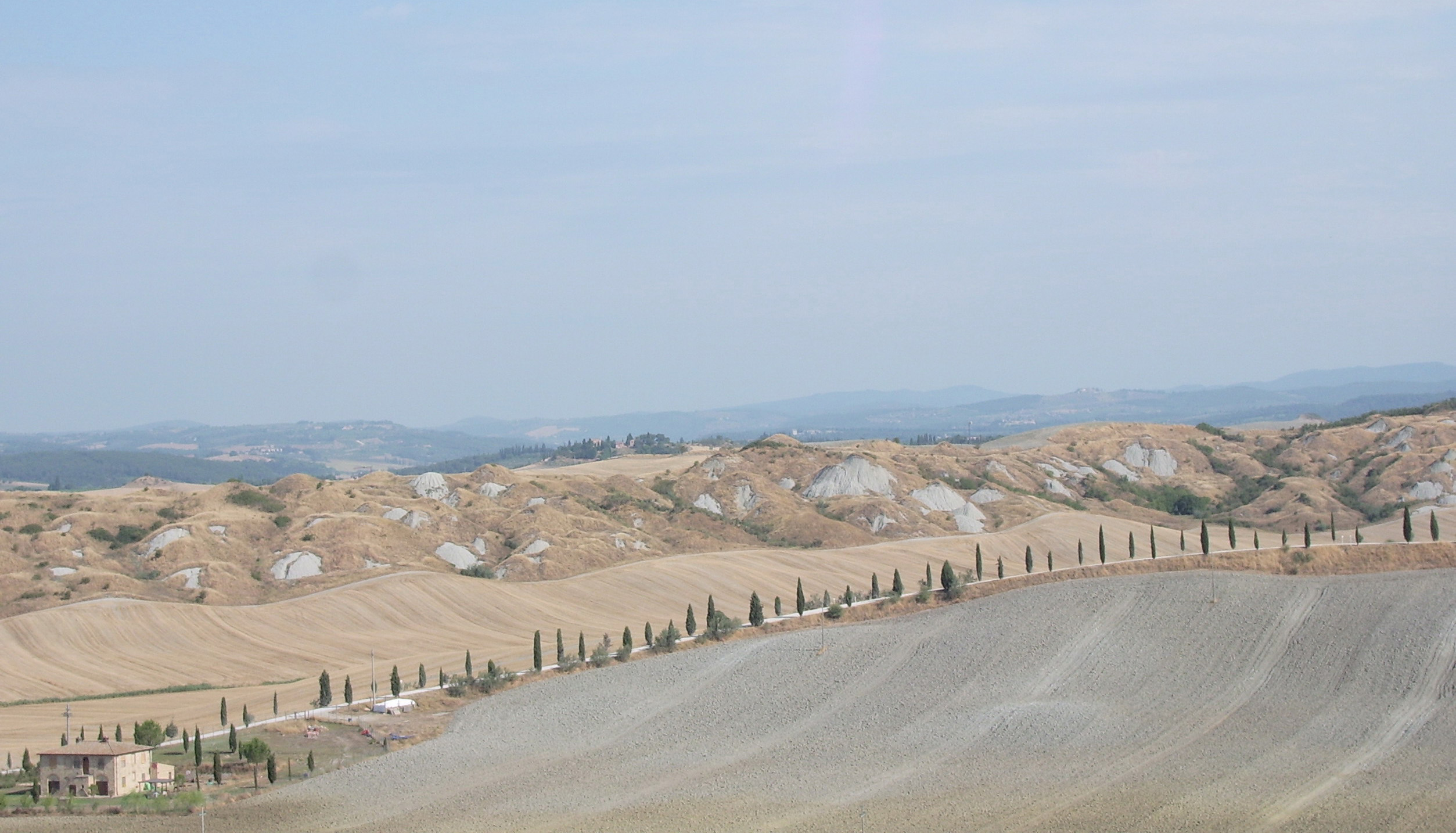
Deserto di Accona südlich von Asciano

### Natur
- Cascata della Lama, Wasserfall des Flusses Bestina nahe dem Ortskern und der Anhöhe Poggio del Leccio.
- Deserto di Accona (Accona-Wüste), Landschaft südlich von Asciano und nördlich von San Giovanni d’Asso in den Crete Senesi, die für die Biancane (weiße Gesteinsart) und Calanchi (Erosionsrinnen) bekannt ist.

### Veranstaltungen
- Palio dei Ciuchi, ein jeweils am zweiten Sonntag des Septembers stattfindender Palio. An diesem Rennen nehmen die sieben Contraden von Asciano teil, die nicht alle im historischen Ortskern angesiedelt sind[38]:
  - Corona (Contrada im historischen Zentrum, die am Anfang der 1980er Jahre durch die Fusion der historischen Contraden Cocciaio, Porticciola, Teile der Contrada di San Francesco und Via Nova entstand. Die Contradenfarben sind Gelb-Rot)
  - Corso (Contrada im historischen Zentrum. Die Contradenfarben sind Gelb-Blau)
  - Pergola (Die Contradenfarben sind Gelb-Grün)
  - Piazza del Grano (Contrada im historischen Zentrum. Kleinste aller Contraden bezüglich Territorium und Mitglieder. Die Contradenfarben sind Schwarz-Rosa-Weiß)
  - Prato (Contrada kurz außerhalb des historischen Zentrums oberhalb des ehemaligen Stadttors Porta Massini. Die Contradenfarben sind Weiß-Grün-Schwarz)
  - Stazione (Contrada außerhalb des historischen Zentrums. Die Contradenfarben sind Schwarz-Weiß)
  - Tranquilla (Contrada außerhalb des historischen Zentrums. Die Contradenfarben sind Schwarz-Weiß. Entstand aus den historischen Contraden Grottoli und Colombaio)

## Asciano bei Dante
Der Ort wird von Dante Alighieri im Inferno seiner Göttlichen Komödie (29. Gesang, 85-87) erwähnt
e tra’ ne la brigata in che disperse, Caccia d’Ascian la vigna e la gran fronda, e l’Abbagliato suo senno proferse
dt. in der Übersetzung von Carl Streckfuß:
Und jener Klub, der wohl die Zeit gekürzt, In dem Caccia d’Ascian sammt seinem Witze, Auch Wald und Weinberg durch den Schlund gestürzt

## Verkehr

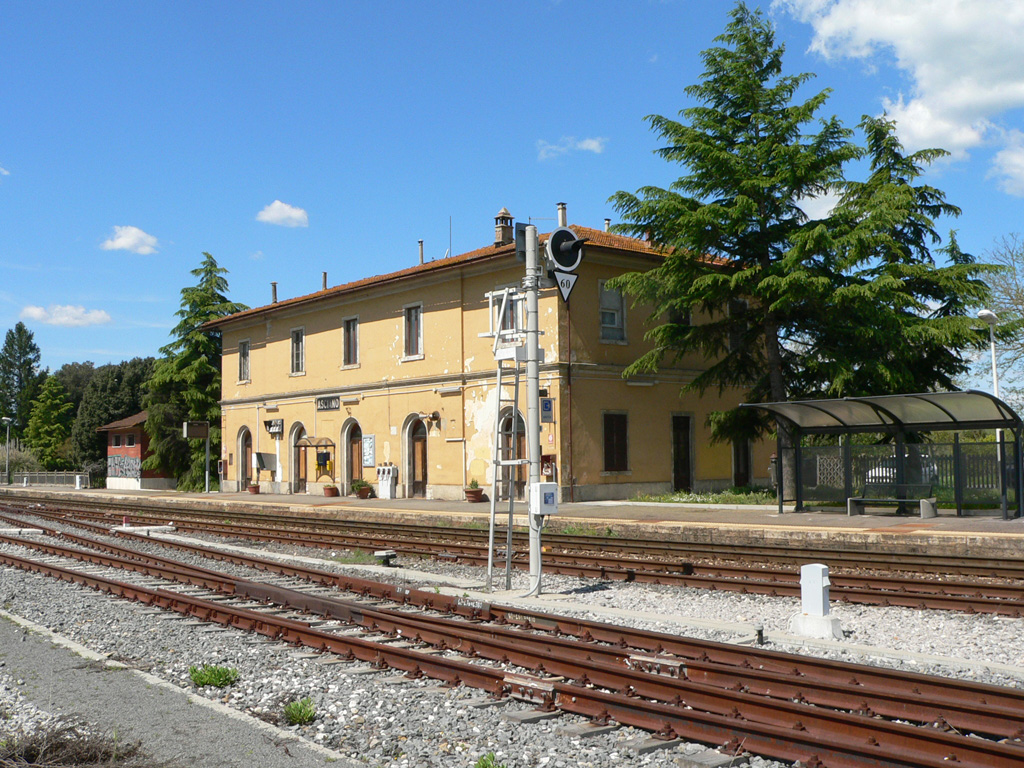
Der Haltepunkt Asciano

- Der Haltepunkt Asciano ist seit 1859 Teil der Eisenbahnstrecke Siena–Chiusi. Bis 1994 war der Ort zudem Ausgangspunkt der Linie Asciano–Monte Antico. Diese Linie wird heute von einem touristischen Erlebniszug befahren. Der Haltepunkt liegt ca. 2 km östlich des historischen Zentrums.
- Der Haltepunkt Asciano–Monte Olivieto Maggiore (Asciano–MOM) liegt kurz oberhalb des historischen Ortskern. Er liegt ebenfalls an der Eisenbahnstrecke Siena–Chiusi.
- Der Haltepunkt Arbia liegt im Ortsteil Arbia und entstand im 19. Jahrhundert.
- Der ehemalige Haltepunkt Monte Marie Sante lag ebenfalls an der Eisenbahnstrecke Siena–Chiusi.
- Der Haltepunkt Castelnuovo Berardenga, auch Castelnuovo Scalo genannt, liegt auch an der Eisenbahnstrecke Siena–Chiusi. Namensgebend ist die Gemeinde Castelnuovo Berardenga, der Bahnhof liegt im Ortsteil Castelnuovo Scalo, der zu Castelnuovo Berardenga und Asciano gehört. Der Bahnhof liegt auf der Seite, die zu Asciano gehört.

- Die Anschlussstelle Rapolano liegt an der Schnellstraße Raccordo Siena–Bettolle von Siena zur A1 und zur RA6 nach Perugia. Die Anschlussstelle liegt ca. 8 km nordöstlich des Ortszentrum.
- Die Anschlussstelle Serre di Rapolano liegt an der Schnellstraße Raccordo Siena–Bettolle von Siena zur A1 und zur RA6 nach Perugia. Die Anschlussstelle liegt ca. 6 km östlich des Ortszentrum.
- Asciano ist mit Siena durch die Via Lauretana (heute auch Strada Provinciale SP 438 oder Strada Comunale Poggio al Vento genannt) verbunden. Im Mittelalter endete die Straße an der senesischen Porta Pispini.
- Der Ort liegt an einer Variante der Via Francigena, die über Rapolano Terme und Serre di Rapolano führt und bei Buonconvento wieder auf den Hauptweg trifft.[40]

## Gemeindepartnerschaften
- La Roque-d’Anthéron, Frankreich[41]

## Söhne und Töchter der Gemeinde
- Domenico di Bartolo (um 1400–1445), Kunstmaler
- Claudio Tolomei (1492–1556), Schriftsteller, Kritiker und Philologe
- Amos Cassioli (1832–1891), Kunstmaler
- Bruno Torpigliani (1915–1995), Apostolischer Nuntius und Erzbischof